# Беница (река)
Беница, Бенца — река в Западнодвинском районе Тверской области, левый приток Торопы. Длина реки составляет 10,4 километра (вместе с Улиницей — более 25 километров).
Беница вытекает из небольшого озера Городно, в которое впадает река Улиница. Течёт на запад, протекает через длинное озеро Савинское, потом на юг и через озеро Бенцы. После озера снова течёт на запад до впадения в Торопу. Высота устья — 166,2 метра над уровнем моря.
На берегу реки расположены населённые пункты Ванчата, Жерносеки и Бенцы (частично).
Основные притоки: Стардачиха (впадает в Савинское) и Улиница, являющаяся верхним течением реки.